# إيميل غرونزويك
إيميل غرونزويك (بالإنجليزية: Emil Grunzweig)‏ (1 ديسمبر 1947 – 10 فبراير 1983). مدرس وناشط سلام إسرائيلي ينتمي لحركة السلام الآن، أصبح رمزاً لليسار الإسرائيلي بعد اغتياله بواسطة قنبلة ألقيت على تجمع لحركة السلام الآن في القدس عام 1983. أنشئت منظمة تعليمية غير ربحية في القدس تحمل اسمه في عام 1987، سُميت معهد آدم للديمقراطية والسلام تكريماً لذكرى إيميل غرونزويك.

## سيرة شخصية
ولد إيميل غرونزويك في كلوج في ترانسيلفانيا، رومانيا. والداه: أولغا وشموئيل غرونزويك. كانت والدته إحدى الناجيات من معسكر الإبادة النازي أوشفيتز، وكان لديه أخ واحد هو إليعازر. تنقلت العائلة بين فرنسا والبرازيل لفترة من الوقت، وبعد وفاة شموئيل غرونزويك في فرنسا عام 1963، هاجرت العائلة إلى إسرائيل، واستقرت في مدينة حيفا، حيث التحق إيميل بمدرسة ريالي العبرية الثانوية، وجُنِّد بعد تخرجه في الجيش الإسرائيلي، وانضم إلى وحدة ناحال في منطقة النقب. خدم إيميل كمظلي في الجيش الإسرائيلي خلال حرب الأيام الستة، وشغل منصب ضابط احتياطي في حرب الاستنزاف وحرب يوم الغفران وحرب لبنان عام 1982.
استقر إيميل في بلدة ريفيفيم في النقب بعد انتهاء خدمته في الجيش، حيث عمل هناك في الزراعة. درس الرياضيات والفلسفة في الجامعة العبرية في القدس، ثم بدأ بتدريس الرياضيات والأنشطة الاجتماعية في ثانوية معاليه هابسور في كيبوتس ماغن. شارك في العديد من المشاريع التعليمية بما في ذلك المناظرات والمسرحيات الطلابية التي تبحث في قضايا مثل الصراع العربي الإسرائيلي، وعلاقات العمل، والعلاقة بين الطوائف الدينية والدولة في إسرائيل. انتقل إيميل إلى القدس لاستكمال دراسته والحصول على درجة الماجستير في تاريخ وفلسفة وعلم اجتماع العلوم في الجامعة العبرية في القدس، وعمل في مشاريع تعليمية في معهد فان لير في القدس، ما مكنه من تنظيم معسكرات صيفية يهودية عربية مشتركة لتعزيز التفاهم بين الشباب اليهودي والعربي.
تزوج غرونزويك من آينات أورنان، ورزقا بابنة وحيدة هي نيفا، كانت في الرابعة من عمرها عندما قُتل والدها. طلق غرونزويك إينات لاحقاً، وعند وفاته كان له صديقة هي أدا أورين.
قُتل غرونزويك خلال تجمع لحركة السلام الآن في 10 فبراير 1983، عندما ألقى الناشط اليميني يونا أفراشمي قنبلة على الحشد، وأصيب تسعة محتجين آخرين، من بينهم سياسيون مستقبليون مثل أفراهام بورغ ويوفال شتاينيتز. اعتقل أفروشمي في عام 1984، وأدين بجريمة قتل في عام 1985، وحكم عليه بالسجن مدى الحياة، وفي عام 1995 خفف الرئيس عيزر فايتسمان عقوبته إلى السجن 27 عاماً، وفي عام 2005 رُفض طلبه لإطلاق سراحه المبكر، لكنه منح إطلاق سراح مشروط وأفرج عنه في 26 يناير 2011.